# Bence Dárdai
Bence Dárdai (Berlino, 24 gennaio 2006) è un calciatore ungherese con cittadinanza tedesca, centrocampista del Wolfsburg.

## Biografia
Dárdai è figlio dell'allenatore ed ex calciatore ungherese Pál Dárdai, egli ha due fratelli, Palkó e Márton Dárdai.

## Caratteristiche tecniche
Di ruolo trequartista, dispone di buona tecnica e visione di gioco. Può giocare anche come interno di centrocampo.

## Carriera

### Club
Bence è un prodotto giovanile del Hertha BSC e si è presto aggregato in prima squadra nel 2023, debuttando il 29 luglio dello stesso anno nella sconfitta 1-0 in 2. Bundesliga contro il Fortuna Düsseldorf, affiancato dai due fratelli e allenato dal padre.
Il 4 giugno 2024 Dárdai firma un contratto a lungo termine con il Wolfsburg.

### Nazionale
Rappresentando la Germania, nel campionato europeo Under-17 del 2023 mette a segno il secondo rigore nella finale vinta 5-4 (dtr) contro la Francia.
Successivamente decide di rappresentare l'Ungheria, nazionale delle sue origini, da cui viene convocato per la prima volta il 10 marzo 2025. Fa il suo esordio tredici giorni dopo nella sconfitta interna per 0-3 in Nations League contro la Turchia.

## Statistiche

### Cronologia presenze e reti in nazionale
| Cronologia completa delle presenze e delle reti in nazionale ― Ungheria | Cronologia completa delle presenze e delle reti in nazionale ― Ungheria | Cronologia completa delle presenze e delle reti in nazionale ― Ungheria | Cronologia completa delle presenze e delle reti in nazionale ― Ungheria | Cronologia completa delle presenze e delle reti in nazionale ― Ungheria | Cronologia completa delle presenze e delle reti in nazionale ― Ungheria | Cronologia completa delle presenze e delle reti in nazionale ― Ungheria | Cronologia completa delle presenze e delle reti in nazionale ― Ungheria |
| Data                                                                    | Città                                                                   | In casa                                                                 | Risultato                                                               | Ospiti                                                                  | Competizione                                                            | Reti                                                                    | Note                                                                    |
| ----------------------------------------------------------------------- | ----------------------------------------------------------------------- | ----------------------------------------------------------------------- | ----------------------------------------------------------------------- | ----------------------------------------------------------------------- | ----------------------------------------------------------------------- | ----------------------------------------------------------------------- | ----------------------------------------------------------------------- |
| 23-3-2025                                                               | Budapest                                                                | Ungheria                                                                | 0 – 3                                                                   | Turchia                                                                 | UEFA Nations League 2024-2025 - Play-off                                | -                                                                       | 46’                                                                     |
| 6-6-2025                                                                | Budapest                                                                | Ungheria                                                                | 0 – 2                                                                   | Svezia                                                                  | Amichevole                                                              | -                                                                       | 61’                                                                     |
| 10-6-2025                                                               | Baku                                                                    | Azerbaigian                                                             | 1 – 2                                                                   | Ungheria                                                                | Amichevole                                                              | -                                                                       | 58’                                                                     |
| Totale                                                                  |                                                                         | Presenze                                                                | 3                                                                       |                                                                         | Reti                                                                    | 0                                                                       |                                                                         |